# Lord Chancellor

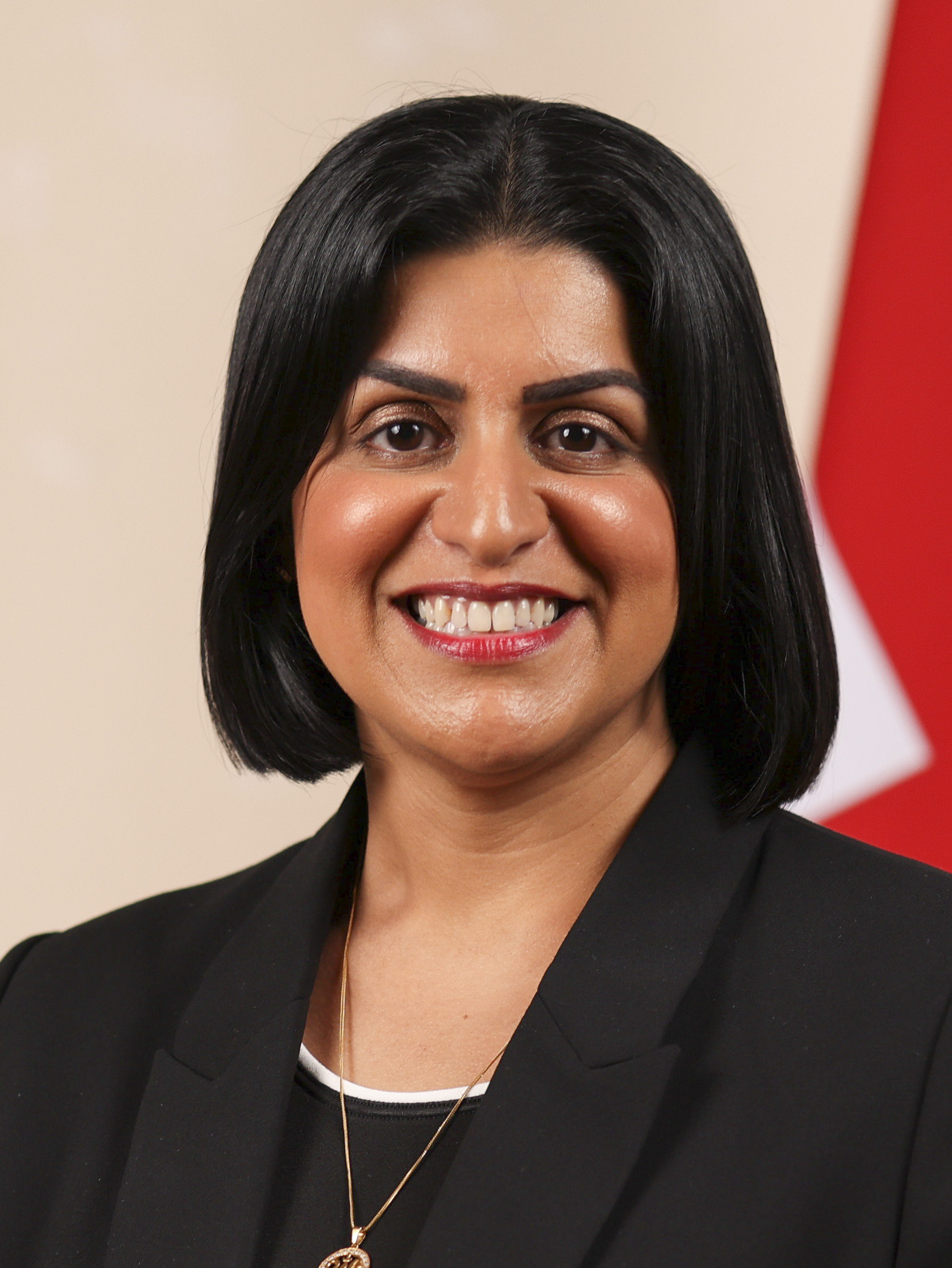
Shabana Mahmood, Lord Chancellor sinds 5 juli 2024

De Lord Chancellor, voluit Lord High Chancellor of Great Britain (grootkanselier van Groot-Brittannië) is een post in het Britse kabinet. Sinds 5 juli 2024 is Shabana Mahmood Lord Chancellor van Groot-Brittannië.
De Lord Chancellor is verantwoordelijk voor het grootzegel van de Britse monarch (tot eind 18e eeuw werd ook wel een Lord Keeper of the Great Seal aangewezen in plaats van een Lord Chancellor). De titel is echter geen puur ceremoniële sinecure maar draagt echte verantwoordelijkheden. Zo ziet de Lord Chancellor toe op het functioneren en de onafhankelijkheid van de rechtbanken. Ook speelt hij een belangrijke rol bij benoemingen in de Anglicaanse Kerk en is hij een van de vijf personen die gezamenlijk kunnen besluiten dat de monarch niet langer in staat is tot regeren.
De Lord Chancellor is een grotendeels ceremoniële titel van de in 2007 gecreëerde post van minister van Justitie. De regering-Blair reduceerde de post van Lord Chancellor tot een grotendeels ceremoniële functie omdat de gecombineerde wetgevende, uitvoerende en rechterlijke macht van de post volgens de Britse regering in strijd was met de scheiding der machten. Met de grondwetswijziging van 2005 werden de meeste verantwoordelijkheden van de Lord Chancellor over andere posten verspreid. Ook is het niet langer vereist dat de Lord Chancellor van adel is. Jack Straw was in 2007 de eerste Lord Chancellor die niet van adel was.
De Lord Chancellor wordt benoemd door de kroon en is de tweede in volgorde van belang van de Great Officers of State, de grootofficieren van de kroon van het Verenigd Koninkrijk. De hoogste post (Lord High Steward) is al sinds 1421 onbezet, waardoor de Lord Chancellor feitelijk de belangrijkste officier van staat is.

## Geschiedenis
De titel bestaat sinds de vereniging van Engeland en Schotland tot Groot-Brittannië in 1707. Hiervoor hadden Engeland en Schotland elk een eigen kanselier. Engeland had al een Lord Chancellor sinds de Normandische verovering in 1066, maar de functie bestond mogelijk al eeuwen eerder. Enkele bekende Lord Chancellors van Engeland waren  Thomas Wolsey (1515–1529) en Thomas More (1529–1532). De Lord Chancellor van Schotland werd sinds 1123 benoemd. Ierland had een eigen Lord Chancellor die niet verenigd werd met de Engelse en Schotse functies in 1707 maar tot 1922 bleef bestaan. Dit is de reden dat de titel niet Lord High Chancellor of the United Kingdom (grootkanselier van het Verenigd Koninkrijk) heet maar Lord High Chancellor of Great Britain (grootkanselier van Groot-Brittannië).
Tot de grondwetswijziging van 2005 had de Lord Chancellor grote juridische en wetgevende macht. Hij was voorzitter van het Hogerhuis en hoofd van de rechterlijke macht in Engeland en Wales. Ook was hij een rechter van het juridische comité van het Hogerhuis (de hoogste rechtbank van het Verenigd Koninkrijk) en voorzitter van het hooggerechtshof voor Engeland en Wales.
In 2003 werd het ministerie van de Lord Chancellor hernoemd naar het Department of Constitutional Affairs (Ministerie van Grondwetszaken) en in 2007 naar het Ministry of Justice (Ministerie van Justitie). Hiermee werd de titel van Lord Chancellor een ceremoniële functie van de Britse minister van Justitie.